# Grijskapthraupis
De grijskapthraupis (Kleinothraupis reyi synoniem: Hemispingus reyi) is een zangvogel uit de familie Thraupidae (tangaren).

## Verspreiding en leefgebied
Deze soort is endemisch in zuidwestelijk Venezuela.